# Проба Руф'є — Діксона
Проба Руф'є — Діксона — тест для оцінки працездатності серця при фізичному навантаженні.
Тест розробив французький лікар Джеймс-Едвард Руф'є (1875—1965). Як метод медико-спортивного контролю запропонував лікар Діксон в статті 1950 року.
Був широко поширений у 1980-х роках у Франції для оцінки фізичного стану спортсменів. Тест може давати значну похибку, зокрема попри високі показники кардіолог і ЕКГ серця можуть не виявити жодних порушень. Проте він широко використовується для розподілу школярів за трьома групами на уроці фізкультури: спеціальна, підготовча, основна.

## Методика проведення обстеження
При обстеженні людина спочатку проводить 5 хв у спокійному стані сидячи або лежачи. Після цього підраховується пульс за 15 секунд (P1). Потім здійснюється 30 присідань за 45 секунд (може використовуватися метроном). Зразу ж після цього підраховується у стані спокою пульс за перші 15 секунд (P2) і останні 15 секунд (P3) першої хвилини після закінчення навантаження.

## Оцінка тестування
Результати оцінюються за індексом, що визначається за однією з формул, пульс береться за хвилину:
- Індекс Руф'є ((Р1 + Р2 + Р3) — 200) / 10
- Індекс Руф'є — Діксона = (Р3 + Р2 — Р1 — 70) / 10.

Стан працездатності серця поданий у таблиці:
| Працездатність               | Індекс Руф'є | Індекс Руф'є — Діксона |
| ---------------------------- | ------------ | ---------------------- |
| хороша працездатність        | 0-3          | 0–5                    |
| середній результат           | 3,1–6        | 5,1–10                 |
| задовільно                   | 6,1–9        | 10,1–15                |
| погано                       | 10,1–15      | більше 15              |
| сильна серцева недостатність | більше 15    |                        |

## Особливості оцінювання дітей
В Україні індекс Руф'є використовується з метою дозволу та розподілу на групи для уроків фізичної культури з 2009 року. Враховується вік дитини.
| Результат  | 15-18 років  | 13-14 років    | 11-12 років  | 9-10 років     | 7-8 років    |
| ---------- | ------------ | -------------- | ------------ | -------------- | ------------ |
| Погано     | 15 та більше | 16,5 та більше | 18 та більше | 19,5 та більше | 21 та більше |
| Слабо      | 11-15        | 12,5-16,5      | 14-18        | 15,5-19,5      | 17-21        |
| Задовільно | 6-10         | 7,5-11,4       | 9-13         | 10,5-14,5      | 12-16        |
| Добре      | 0,5-5        | 2-6,5          | 3,5-8        | 5-9,5          | 6,5-11       |
| Відмінно   | до 0,5       | до 1,5         | до 3         | до 4,5         | до 6         |

На практиці виявилося, що до основної групи за результатами тестування потрапляє менше половини дітей. Причиною цього може бути недотримання умов тестування (нерівномірне присідання, неточні вимірювання пульсу). Крім того дитина може бути здоровою, але з високим індексом через те, що вона веде малорухомий спосіб життя, не готова до фізичних навантажень.